# کیرن کالکین
کیرن کایل کالکین (انگلیسی: Kieran Kyle Culkin؛ زادهٔ ۳۰ سپتامبر ۱۹۸۲) بازیگر آمریکایی است. او به‌خاطر به تصویر کشیدن شخصیت‌هایی ناخوشایند اما دلسوز در سینما، تلویزیون و تئاتر مشهور است. افتخارات او شامل یک جایزه اسکار، یک جایزه بفتا، یک جایزه امی ساعات پربیننده و دو جایزه گلدن گلوب می‌شوند.
کالکین کار خود را به عنوان بازیگر خردسال در تئاترهای آف برادوی آغاز کرد. او نخستین حضور خود در فیلم سینمایی را در کنار برادر بزرگترش، مکالی، در کمدی کریسمسی تنها در خانه (۱۹۹۰) داشت. او پس از دستیابی به نقشی برجسته به عنوان یک نوجوان طعنه‌آمیز در کمدی-درام ایگبی به پایین می‌رود (۲۰۰۲)، که اولین نامزدی جایزه گلدن گلوب او را به همراه داشت، به دلیل مشکلات شخصی برای مدتی از بازیگری فاصله گرفت. کالکین پس از شش سال، با بازی در نقش والاس ولز در کمدی اکشن اسکات پیلگریم در برابر دنیا (۲۰۱۰) به حرفهٔ فیلم بازگشت. او برای بازی در نقش یک پسرعموی عزادار در کمدی یک درد واقعی (۲۰۲۴)، برنده جایزه اسکار بهترین بازیگر نقش مکمل مرد شد.
در تلویزیون، کالکین با ایفای نقش رومَن روی در سریال درام شبکه اچ‌بی‌او به نام جانشینی (۲۰۱۸–۲۰۲۳) دوباره به اوج بازگشت و برای این نقش برنده جایزه امی ساعات پربیننده برای بهترین بازیگر نقش اول مرد در مجموعه تلویزیونی درام شد. کارهای دوبله او شامل صداپیشگی در مخالفان خورشیدی (۲۰۲۲–تاکنون) و اسکات پیلگریم از نو آغاز می‌کند (۲۰۲۳) می‌شود. در تئاتر، کالکین در تولیدات وست اند و برادوی نمایش این جوانان ما اثر کنت لونرگان به روی صحنه رفت. او همچنین در سال ۲۰۲۵ شخصیت ریچارد روما را در بازآفرینی نمایش گلن‌گری گلن راس اثر دیوید ممت در برادوی به تصویر کشید.

## اوایل زندگی و خانواده
کیرن کایل کالکین در ۳۰ سپتامبر ۱۹۸۲ در منطقهٔ منهتن در نیویورک سیتی به دنیا آمد. او چهارمین فرزند از هفت فرزند کریستوفر «کیت» کالکین و پاتریشیا برنتراپ بود. پدرش بازیگر سابق تئاتر و مادرش، اهل داکوتای شمالی، کنترل‌کنندهٔ ترافیک جاده‌ای در ساندنس، وایومینگ بود. کیرن همراه با شش خواهر و برادرش در خانواده‌ای کاتولیک رومی بزرگ شد: شین (متولد ۱۹۷۶)، داکوتا (۱۹۷۸–۲۰۰۸)، مکالی (متولد ۱۹۸۰)، کوئین (متولد ۱۹۸۴)، کریستین (متولد ۱۹۸۷) و روری (متولد ۱۹۸۹). او همچنین یک خواهر ناتنی به نام جنیفر آدامسون (۱۹۷۰–۲۰۰۰) از رابطهٔ قبلی پدرش داشت. بانی بدیلیا، بازیگر، عمهٔ اوست. کیرن دارای‌تبار آلمانی، ایرلندی و نروژی است.
کیرن و خانواده‌اش در نه سال اول زندگی‌اش در آپارتمانی راهرویی در یورک‌ویل منهتن زندگی کردند و از نظر مالی در تنگنا بودند. او این آپارتمان را که به‌سختی برای یک زوج مناسب بود، در مصاحبه با ونتی فر این‌گونه توصیف کرد: «فقط یک راهرو بود، بدون درهای جداکننده جز حمام که قفل نداشت. [والدینش] هفت بچه را سال‌ها در آن فضای کوچک بزرگ کردند!» چون پدرش در کلیسای سنت جوزف یورک‌ویل به‌عنوان خادم خدمت می‌کرد، کیرن تا کلاس سوم به‌صورت رایگان در مدرسه کاتولیک آنجا درس خواند. سپس در مدرسهٔ حرفه‌ای کودکان در رشته‌های تئاتر، فیلم و تلویزیون تحصیل کرد، اما در سال آخر دبیرستان ترک تحصیل کرد.
کیرن از مادرش «عشق بی‌قیدوشرط» دریافت کرد و او مادرش را تنها والد خود می‌داند. پدرش در کودکی او را نادیده می‌گرفت و کیرن فقط او را به‌عنوان «حضوری ناخوشایند و مداوم» در خانه به یاد می‌آورد. پاتریشیا تمام نیازهای فرزندان را تأمین می‌کرد و همزمان شب‌ها به‌عنوان اپراتور تلفن در آژانس انتخاب بازیگر کار می‌کرد. به گفتهٔ امیلی گرسون ساینز، مدیر برنامه‌های قدیمی خانواده، پاتریشیا ارزش‌های خانوادگی قوی‌ای مانند شام خانوادگی، درخت کریسمس و روز شکرگزاری را حفظ کرد و این‌ها را به فرزندانش منتقل نمود. پس از بیش از بیست سال زندگی مشترک، والدین کیرن در مارس ۱۹۹۵ از هم جدا شدند. والدین کالکین پس از آن هرگز ازدواج نکردند. پاتریشیا پس از دو سال نبرد حقوقی پر سر و صدا، حضانت انحصاری پنج فرزند از هفت فرزندشان را به دست آورد. دو فرزند بزرگ‌تر، شین و داکوتا، در توافق‌نامهٔ حضانت ذکر نشدند، زیرا هر دو بالای ۱۸ سال سن داشتند. کیرن رابطهٔ «عالی» با مادرش حفظ کرد، اما از آن زمان با پدرش قطع ارتباط کرده است.

## حرفه
کیرن هنرپیشگی را همراه با برادر بزرگترش، مکالی در فیلم تنها در خانه آغاز کرد. او پس از آن به‌عنوان یک بازیگر نوجوان، بازی در فیلم‌های کمدی و خانوادگی را ادامه داد. کیرن به‌خاطر بازی در فیلم ایگبی غرق می‌شود، در سال ۲۰۰۲ نامزد جایزه گلدن گلوب برای بهترین بازیگر فیلم موزیکال یا کمدی شد.

## وجهه عمومی

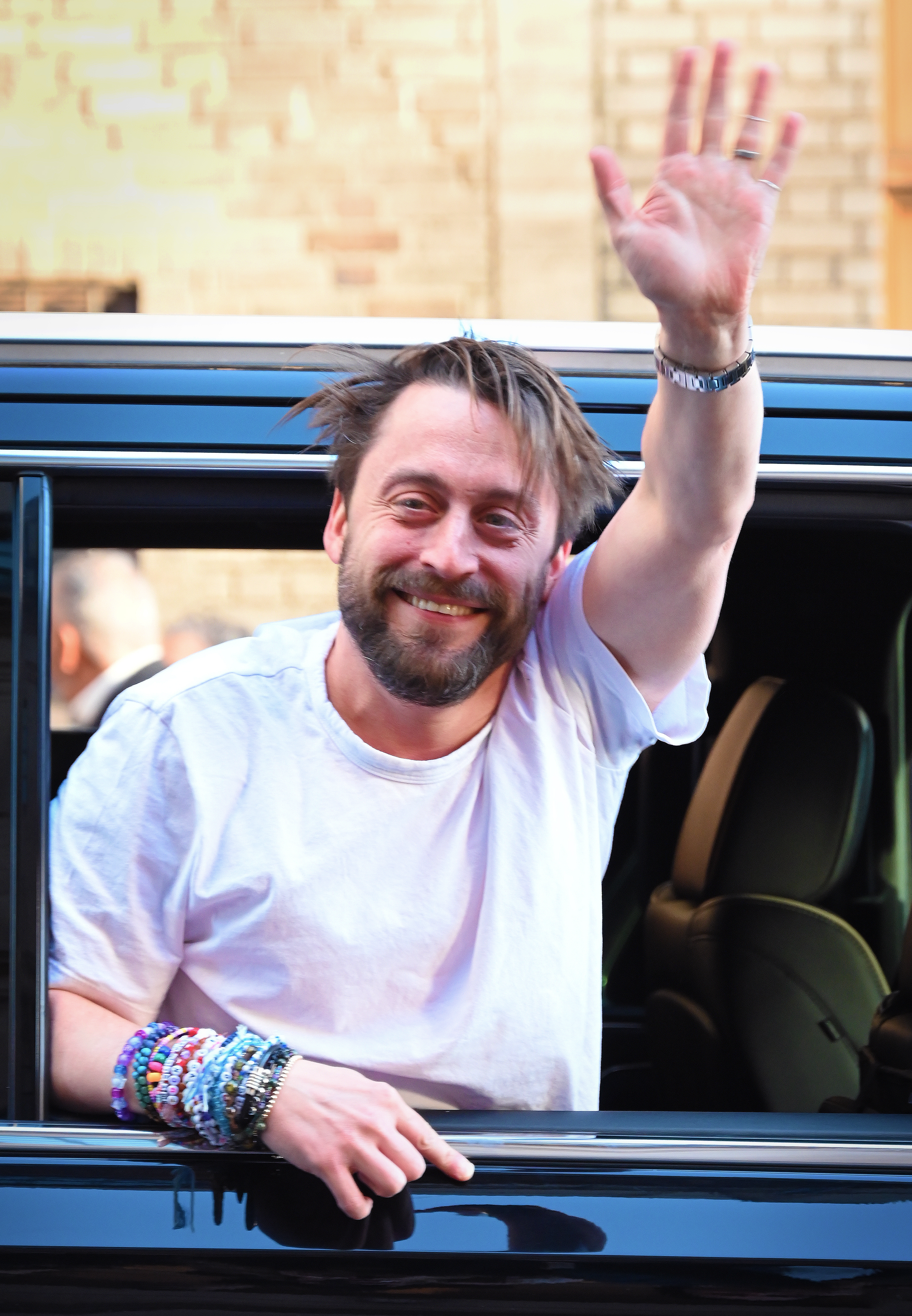
کالکین با چندین دستبند دوستی روی بازوی راستش دیده می‌شود که به‌عنوان ویژگی برجستهٔ او شناخته شده است.

کیرن کالکین رابطه‌ای پیچیده با فرهنگ شهرت دارد، زیرا در کودکی شاهد شهرت برادرش، مکالی، بوده است. او پس از اکران تنها در خانه به رسانه‌های جریان اصلی بی‌اعتماد شد، زیرا نحوهٔ برخورد رسانه‌ها با خانواده‌اش را نپسندید. در جریان جدایی والدینش و نبرد حقوقی حضانت در سال ۱۹۹۵، کیرن سیزده‌ساله یادداشتی دست‌نویس به دیوان عالی نیویورک ارائه کرد و خواستار جلوگیری از ورود رسانه‌ها به دادگاه شد. درخواست او برای «محافظت از خانواده‌اش در برابر شرمساری بیشتر» توسط قاضی رد شد. تا سال ۲۰۲۳، کالکین از گفت‌وگو با اکسس هالیوود و نیویورک پست به دلیل پوشش خبری آن‌ها از خانواده‌اش خودداری کرده است.
روزنامه‌نگاران از شخصیت کاریزماتیک و «پرآشوب» کالکین نوشته‌اند. دیلی تلگراف او را «دوست‌داشتنی‌ترین شیطون هالیوود» نامید، و گاردین او را «پسر رؤیایی دیوانه‌وار» توصیف کرد. سخنرانی‌های او هنگام دریافت جوایز توجه رسانه‌ها را جلب کرده است، به‌ویژه به دلیل شوخی‌ای با همسرش دربارهٔ تمایل به داشتن فرزندان بیشتر. کالکین همچنین به‌عنوان نماد مد شناخته شده است، و استفادهٔ او از لوازم مد به‌عنوان ویژگی برجسته‌اش ذکر شده است. منتقدان مد به استفادهٔ مکرر او از مجموعه‌ای از انگشترها، لاک ناخن و دست‌بند دوستی روی بازوی راستش اشاره کرده‌اند، و او را با موسیقی‌دان‌هایی چون لنی کراویتز و تیلور سویفت مقایسه کرده‌اند. در مارس ۲۰۲۳، کالکین در کمپین بهار-تابستان برند کاس (COS) بازی کرد و سفیر برند زنیا شد. او همچنین همکاری خلاقانه‌ای با دیور آغاز کرد.

## زندگی شخصی

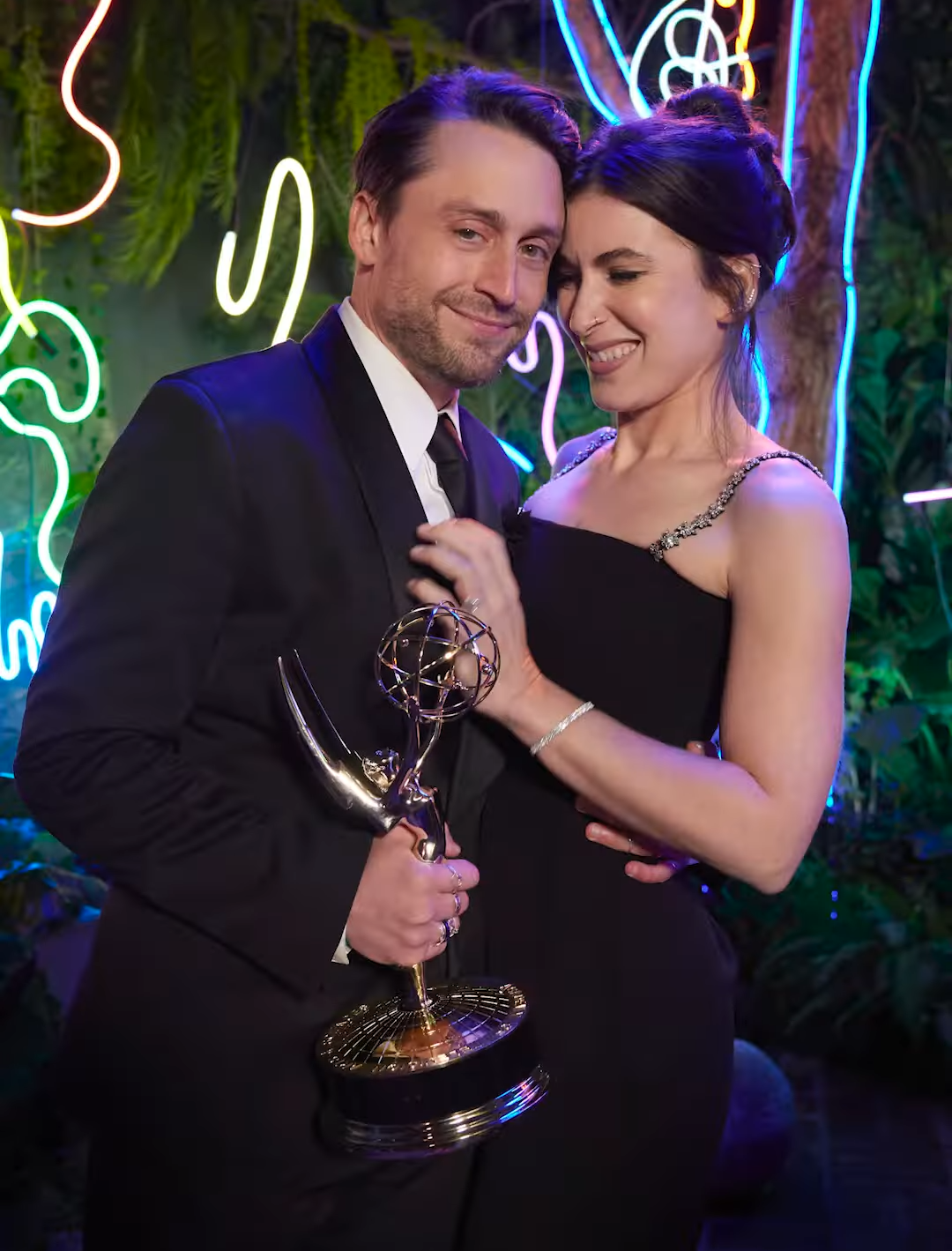
کالکین و همسرش، جز چارتون، در هفتاد و پنجمین دوره جوایز امی پرایم‌تایم در سال ۲۰۲۴

در سال ۲۰۰۵، کالکین برای مدت کوتاهی با آنا پاکوین، هم‌بازی‌اش در نمایش پس از اشلی، رابطه داشت. او بین سال‌های ۲۰۰۹ تا ۲۰۱۱ با اما استون، هم‌بازی‌اش در فیلم مرد کاغذی در رابطه بود. آنها پس از جدایی دوستان صمیمی باقی ماندند و در فیلم‌های فیلم ۴۳ و یک درد واقعی دوباره با هم همکاری کردند. در سال ۲۰۱۲، کالکین با جز چارتون، متخصص تبلیغات بریتانیایی، آشنا شد. آنها در ۲۲ ژوئن ۲۰۱۳، در جریان یک سفر جاده‌ای سراسری در آیووا، مخفیانه ازدواج کردند. این زوج دو فرزند دارند: دختری متولد سپتامبر ۲۰۱۹، و پسری متولد اوت ۲۰۲۱. هم‌بازی کالکین در سریال وراثت، سارا اسنوک، مادرخواندهٔ پسرشان است. این خانواده در گرین‌پوینت، بروکلین زندگی می‌کنند.
برخی از سرگرمی‌های کالکین شامل آشپزی، بازی‌های ویدیویی قدیمی، و تماشای کشتی حرفه‌ای است. فردی پرینز، هم‌بازی‌اش در فیلم او همه‌چیز است، او را «دانشنامه‌ای» در زمینهٔ کشتی توصیف کرده است. کالکین تخمیناً در ده دوره از رسلمانیا، رویداد سالانهٔ اصلی دبلیودبلیوئی، شرکت کرده است. او همچنین در زبان اشاره آمریکایی مهارت دارد.
کالکین در زمان اکران تنها در خانه با خواننده، مایکل جکسون، دوست شد. او به همراه خواهر و برادرهایش بارها به اقامتگاه جکسون، مزرعه نورلند، رفت. در برنامهٔ تلویزیونی زندگی با مایکل جکسون در سال ۲۰۰۳، جکسون در گفت‌وگو با روزنامه‌نگار بریتانیایی، مارتین بشیر، از دعوت کودکان به اتاق خوابش دفاع کرد و گفت که «بسیاری از کودکان»، از جمله کالکین، در تخت او خوابیده‌اند. این برنامه منجر به تحقیقات شد و جکسون رسماً با هفت اتهام سوءاستفاده جنسی از کودکان مواجه شد؛ او بعداً در سال ۲۰۰۵ در دادگاه تبرئه شد. کالکین پس از انتشار مستند ترک نورلند در سال ۲۰۱۹، به دلیل حساسیت موضوع، از صحبت دربارهٔ رابطه‌اش با جکسون خودداری کرد.

## فیلم‌شناسی

### فیلم
| سال  | عنوان                            | نقش                       | یادداشت             | منبع   |
| ---- | -------------------------------- | ------------------------- | ------------------- | ------ |
| ۱۹۹۰ | تنها در خانه                     | Fuller McCallister        |                     | [ ۵۴ ] |
| ۱۹۹۱ | تنهای تنها                       | Patrick Muldoon Jr.       |                     | [ ۵۵ ] |
| ۱۹۹۱ | پدر عروس                         | Matthew "Matty" Banks     |                     | [ ۵۶ ] |
| ۱۹۹۲ | تنها در خانه ۲: گمشده در نیویورک | Fuller McCallister        |                     | [ ۵۷ ] |
| ۱۹۹۳ | راهی برای فرار نیست              | Mike "Mookie" Anderson    |                     | [ ۵۸ ] |
| ۱۹۹۴ | داستان تابستانی من               | Ralph "Ralphie" Parker    |                     | [ ۵۹ ] |
| ۱۹۹۵ | پدر عروس ۲                       | Matthew "Matty" Banks     |                     | [ ۶۰ ] |
| ۱۹۹۶ | آماندا                           | Biddle Farnsworth         |                     | [ ۶۱ ] |
| ۱۹۹۸ | توانا                            | Kevin Dillon              |                     | [ ۶۲ ] |
| ۱۹۹۹ | او همه‌چیزتمام است                | Simon Boggs               |                     | [ ۶۳ ] |
| ۱۹۹۹ | موسیقی قلب                       | Alexi Tzavaras            |                     | [ ۶۴ ] |
| ۱۹۹۹ | قوانین خانه سایدر                | Buster                    |                     | [ ۶۵ ] |
| ۲۰۰۲ | زندگی‌های خطرناک پسران آلتر       | Tim Sullivan              |                     | [ ۶۶ ] |
| ۲۰۰۲ | ایگبی به پایین می‌رود             | Jason "Igby" Slocumb, Jr. |                     | [ ۶۷ ] |
| ۲۰۰۸ | زندگی لایم                       | Jimmy Bartlett            |                     | [ ۶۸ ] |
| ۲۰۰۹ | مرد کاغذی                        | Christopher               |                     | [ ۶۹ ] |
| ۲۰۱۰ | اسکات پیلگریم در برابر دنیا      | Wallace Wells             |                     | [ ۷۰ ] |
| ۲۰۱۱ | مارگارت                          | Paul Hirsch               |                     | [ ۷۱ ] |
| ۲۰۱۳ | فیلم ۴۳                          | Neil                      | Segment: "Veronica" | [ ۷۲ ] |
| ۲۰۱۵ | ترک کننده                        | Mr. Becker                |                     | [ ۷۳ ] |
| ۲۰۱۶ | سگ-سوسیسی                        | Brandon McCarthy          |                     | [ ۷۴ ] |
| ۲۰۱۷ | بی‌نهایت عزیزم                    | بن                        |                     | [ ۷۵ ] |
| ۲۰۱۷ | Approaching a Breakthrough       | Norman Kaminsky           | Short film          | [ ۷۶ ] |
| ۲۰۲۰ | پدر عروس قسمت ۳                  | Matthew "Matty" Banks     | Short film          | [ ۷۷ ] |
| ۲۰۲۱ | حرکت ناگهانی ممنوع               | Charley                   |                     | [ ۷۸ ] |
| ۲۰۲۴ | یک درد واقعی                     | Benjamin "Benji" Kaplan   |                     | [ ۷۹ ] |

### تلویزیون
| سال          | عنوان                                   | نقش                                      | یادداشت                                                                     | منبع   |
| ------------ | --------------------------------------- | ---------------------------------------- | --------------------------------------------------------------------------- | ------ |
| ۱۹۹۱         | 'پخش زنده شنبه شب                       | Froggy (uncredited)                      | Episode: "Macaulay Culkin / Tin Machine" (S17E7)                            | [ ۸۰ ] |
| ۱۹۹۶         | فریژر                                   | Jimmy (voice)                            | Episode: "The Impossible Dream" (S4E3)                                      | [ ۸۱ ] |
| ۱۹۹۹         | افسانه جادویی لپرکان                    | Barney O'Grady                           | Miniseries                                                                  | [ ۸۲ ] |
| ۲۰۰۱         | برو ماهی                                | Andy "Fish" Troutner                     | Main cast (5 episodes)                                                      | [ ۸۳ ] |
| ۲۰۱۵         | فارگو                                   | rdt                                      | Guest cast (2 episodes; season 2)                                           | [ ۸۴ ] |
| ۲۰۱۵         | زنده باد سلطنتی‌ها                       | Peter (voice)                            | Main cast (4 episodes)                                                      | [ ۸۵ ] |
| ۲۰۱۸–۲۰۲۳    | وراثت                                   | Roman Roy                                | Main cast (39 episodes)                                                     | [ ۸۶ ] |
| ۲۰۲۰         | مرغ ربات                                | Joe Jonas / Nostradamus's Intern (voice) | Episode: "Petless M in: Cars Are Couches On The Road" (S10E13)              | [ ۸۷ ] |
| ۲۰۲۱         | پخش زنده شنبه شب                        | Himself (host)                           | Episode: "Kieran Culkin / Ed Sheeran" (S47E5)                               | [ ۸۸ ] |
| ۲۰۲۲         | بازی وال استریت                         | Himself (narrator)                       | Documentary miniseries                                                      | [ ۸۹ ] |
| ۲۰۲۲         |                                         | O.D. (voice)                             | Episode: "I'm Your Pusher" (S1E3)                                           | [ ۹۰ ] |
| ۲۰۲۲         | پخش زنده شنبه شب                        | Matthew "Matty" Banks                    | Episode: "Steve Martin & Martin Short / Brandi Carlile" (S48E8); guest role | [ ۹۱ ] |
| ۲۰۲۲–present | مخالفان خورشیدی'                        | Glen Kumstein / Dodge Charger (voice)    | Guest cast (7 episodes; season 3–present)                                   | [ ۹۲ ] |
| ۲۰۲۳         | مأمور الویس                             | Gabriel Wolf (voice)                     | Episode: "Godspeed, Drunk Monkey" (S1E10)                                   | [ ۹۳ ] |
| ۲۰۲۳         | اسکات پیلگریم بلند می‌شود                | Wallace Wells (voice)                    | Main cast (8 episodes)                                                      | [ ۹۴ ] |
| ۲۰۲۳         | اتانازی نوجوانان                        | Ref Mazos                                | Episode: "A Waist-Down Ghost Town Shut Down" (S2E9)                         | [ ۹۵ ] |
| ۲۰۲۴         | دومین بیمارستان برتر کهکشان             | Dr. Plowp / Screechie (voice)            | Main cast (8 episodes)                                                      | [ ۹۶ ] |
| ۲۰۲۵         | شماره ۱ خانواده شاد ایالات متحده آمریکا | ن/م (voice)                              |                                                                             | [ ۹۷ ] |

### تئاتر
| سال       | عنوان                    | نقش            | مکان                        | منا.            |
| --------- | ------------------------ | -------------- | --------------------------- | --------------- |
| ۲۰۰۰      | The Moment When          | Wilson         | Playwrights Horizons        | [ ۹۸ ]          |
| ۲۰۰۲–۲۰۰۳ | این جوانان ما            | Warren Straub  | تئاتر گریک                  | [ ۹۹ ]          |
| ۲۰۰۴      | Autobahn                 | —              | Manhattan Class Company     | [ ۱۰۰ ]         |
| ۲۰۰۵      | After Ashley             | Justin Hammond | Vineyard Theatre            | [ ۱۰۱ ]         |
| ۲۰۰۶      | subUrbia                 | Buff           | Second Stage Theater        | [ ۱۰۲ ]         |
| ۲۰۰۶      | First Tree in Antarctica | Shawn          | تئاتر امریکن ایرلاینز       | [ ۱۰۳ ] [ ۱۰۴ ] |
| ۲۰۰۹      | The Starry Messenger     | Student        | Acorn Theatre               | [ ۱۰۵ ]         |
| ۲۰۱۲      | This Is Our Youth        | Dennis Ziegler | تالار اپرای سیدنی           | [ ۱۰۶ ]         |
| ۲۰۱۴–۲۰۱۵ | This Is Our Youth        | Dennis Ziegler | Steppenwolf Theatre Company | [ ۱۰۷ ]         |
| ۲۰۱۴–۲۰۱۵ | This Is Our Youth        | Dennis Ziegler | تئاتر کورت                  | [ ۱۰۸ ]         |
| ۲۰۲۵      | گلن‌گری گلن راس           | Richard Roma   | تئاتر پالاس                 | [ ۱۰۹ ]         |

## جوایز و افتخارات

### جوایز اسکار
| سال  | اثر نامزدشده | دسته                       | نتیجه | منبع    |
| ---- | ------------ | -------------------------- | ----- | ------- |
| ۲۰۲۵ | یک درد واقعی | بهترین بازیگر نقش مکمل مرد | برنده | [ ۱۱۰ ] |

### جوایز گلدن گلوب
| سال  | اثر نامزدشده         | دسته                                                            | نتیجه    | منبع    |
| ---- | -------------------- | --------------------------------------------------------------- | -------- | ------- |
| ۲۰۰۳ | ایگبی به پایین می‌رود | بهترین بازیگر مرد – فیلم موزیکال یا کمدی                        | نامزدشده | [ ۱۱۱ ] |
| ۲۰۱۹ | وراثت                | بهترین بازیگر نقش مکمل مرد – سریال، مینی‌سریال یا فیلم تلویزیونی | نامزدشده | [ ۱۱۱ ] |
| ۲۰۲۰ | وراثت                | بهترین بازیگر نقش مکمل مرد – سریال، مینی‌سریال یا فیلم تلویزیونی | نامزدشده | [ ۱۱۱ ] |
| ۲۰۲۲ | وراثت                | بهترین بازیگر نقش مکمل مرد – سریال، مینی‌سریال یا فیلم تلویزیونی | نامزدشده | [ ۱۱۱ ] |
| ۲۰۲۴ | وراثت                | بهترین بازیگر مرد – مجموعه تلویزیونی درام                       | برنده    | [ ۱۱۱ ] |
| ۲۰۲۵ | یک درد واقعی         | بهترین بازیگر نقش مکمل مرد                                      | برنده    | [ ۱۱۱ ] |

### جوایز فیلم بفتا
| سال  | اثر نامزدشده | دسته                       | نتیجه | منبع    |
| ---- | ------------ | -------------------------- | ----- | ------- |
| ۲۰۲۵ | یک درد واقعی | بهترین بازیگر نقش مکمل مرد | برنده | [ ۱۱۲ ] |